# Torneio de Roland Garros de 2021
O Torneio de Roland Garros de 2021 foi um torneio de tênis disputado nas quadras de saibro do Stade Roland Garros, em Paris, na França, entre 30 de maio e 13 de junho. Corresponde à 54ª edição da era aberta e a 120ª de todos os tempos.
Novak Djokovic quebrou o favoritismo de Rafael Nadal no torneio, derrotando-o nas semifinais e depois despachando o grego Stefanos Tsitsipas na decisão. É o segundo Slam no saibro dele e o 19ª no geral, ficando a um de diferença do espanhol e de Roger Federer, recordistas masculinos.
Houve dominância de tchecas e franceses, contando todas as modalidades. Os jogadores da casa levaram o masculino juvenil de simples e duplas. No principal, Pierre-Hugues Herbert e Nicolas Mahut viraram contra uma dupla cazaque e repetiram o feito de 2018. É o bicampeonato deles em Paris.
Além de um título de simples feminino no juvenil, a Chéquia fez simples e duplas no principal com dobradinha de uma jogadora. Barbora Krejčíková, especialista em duplas, que havia conquistado o primeiro WTA de simples há duas semanas, em Estrasburgo, derrotou a experiente Anastasia Pavlyuchenkova por 2 sets a 1 na final. Foi a primeira vitória tcheca na modalidade depois de 40 anos. A chave foi curiosa, derrubando a última campeã, a jovem Iga Świątek, nas quartas de final e apresentando quatro novas semifinalistas de Slam.
Nas duplas, Krejčíková, com a habitual parceira Kateřina Siniaková, levou o terceiro Slam e o segundo em Paris. De quebra, a tenista recuperou a liderança do ranking, da qual estava longe desde o começo de 2020. Essa dobradinha, em simples e duplas, havia ocorrido pela última vez no Torneio de Wimbledon de 2016, com Serena Williams. No saibro francês, aconteceu com Mary Pierce, em 2000.
Nas mistas, novos campeões: a americana Desirae Krawczyk e o britânico Joe Salisbury.

## Impacto da pandemia de COVID-19
Após a edição acontecer em setembro de 2020, o torneio voltou ao tradicional fim de maio. No entanto, em 8 de abril, foi anunciado o adiamento em uma semana de Roland Garros por causa do lockdown e do toque de recolher decretado na França na semana anterior.
No início, a lotação das quadras principais estava limitada a 1.000 espectadores, sendo eles proibidos de ficar depois das 21 horas, por causa do toque de recolher. Isso fez com que as sessões noturnas ficassem sem espectadores. A partir de 9 de junho, o toque de recolher foi alterado para as 23 horas, e a quadra central aumentou o limite para 5.000 pessoas.
A semifinal entre Novak Djokovic e Rafael Nadal se estendeu além do horário do toque de recolher e, excepcionalmente, a organização deixou que a torcida permanecesse no estádio.
O torneio de duplas mistas, que não ocorreu em 2020, teve o reduzido número de 16 pares participantes - normalmente são 32 -, com apenas 4 cabeças de chave.

## Qualificatório feminino
A Federação Francesa de Tênis divulgou que aumentou o qualificatório feminino de simples de 96 para 128 tenistas. É o último torneio do Grand Slam a configurar o tamanho de chaves igualmente aos dois gêneros.

## Sessões noturnas
A instalação de iluminação artificial foi concluída em todas as quadras de competição, permitindo que os jogos continuem depois do sol de pôr, se necessário. As quadras 15 e 16, usadas para treino, não foram agraciadas com a novidade.
No entanto, por causa da pandemia de COVID-19 e os toques de recolher na França, as disputas noturnas foram feitas sem público, com exceção da semifinal entre Djokovic e Nadal (ver acima).

## Caso Osaka
Na quarta-feira, 26 de maio, a japonesa Naomi Osaka anunciou que não daria coletivas de imprensa pós-jogo, justificando que "perguntas negativas sobre seu jogo afetavam sua saúde mental". Ela cumpriu o que prometeu ao pular a coletiva após sua vitória na estreia, quatro dias depois. Foi multada em 15 mil dólares. A organização dos quatro Grand Slam se uniram, ameaçando-a de expulsão de Roland Garros e a impedindo de participar dos próximos majors se não cumprisse as obrigações com a mídia.
Houve ampla repercussão na imprensa e entre os jogadores, com apoios e críticas. Osaka acabou desistindo do torneio antes do jogo de 2ª fase, alegando estar lutando contra a depressão e a ansiedade.

## Transmissão
Esta é a lista de países e canais designados a transmitir o torneio durante a edição em questão:
Países lusófonos

| País(es) | Canal(is)         |
| -------- | ----------------- |
| Brasil   | BandSports SporTV |
| Portugal | Eurosport         |

Resto do mundo
| País(es)                      | Canal(is)                                           |
| Países avulsos                |                                                     |
| ----------------------------- | --------------------------------------------------- |
| Albânia                       | RTSH                                                |
| Austrália                     | Nine Network                                        |
| Áustria                       | ORF ServusTV [en]                                   |
| Bélgica                       | VRT (RTBF)                                          |
| Bielorrússia                  | TVR                                                 |
| Bósnia e Herzegovina          | RTRS [en]                                           |
| Bulgária                      | BNT                                                 |
| Canadá                        | RDS [en] TSN                                        |
| Chéquia                       | Česka Televize                                      |
| China                         | CCTV-5 QQ                                           |
| Chipre                        | RIK News [en]                                       |
| Coreia do Sul                 | TVN                                                 |
| Eslováquia                    | Markíza [en]                                        |
| Eslovénia                     | RTV                                                 |
| Estados Unidos                | Bally Sports [en] NBC Sports Peacock Tennis Channel |
| Estónia                       | Duo Media Networks [et]                             |
| Finlândia                     | Yle                                                 |
| França                        | Francetv Sport Prime Video                          |
| Geórgia                       | Silknet [en]                                        |
| Grécia                        | EPT                                                 |
| Índia                         | Star Sports                                         |
| Japão                         | WOWOW TV Tokyo                                      |
| Montenegro                    | RTCG                                                |
| Nova Zelândia                 | Sky [en]                                            |
| Reino Unido                   | itv Sport                                           |
| Sérvia                        | RTS                                                 |
| Suíça                         | SRG SSR                                             |
| Regiões                       |                                                     |
| África subsaariana            | Canal+ Afrique [en] SuperSport                      |
| América espanhola             | ESPN                                                |
| Europa                        | Eurosport                                           |
| Norte da África Oriente Médio | beIN Sports                                         |
| Sudeste asiático              | Fox Sports (Ásia)                                   |

## Pontuação e premiação

### Distribuição de pontos
ATP e WTA informam suas pontuações em Grand Slam, distintas entre si, em simples e em duplas. A ITF responde exclusivamente pelos juvenis e cadeirantes.
Considerado torneio amistoso, o de duplas mistas não gera pontos.
No juvenil, os simplistas normalmente jogam duas fases de qualificatório, mas só os que passam à chave principal pontuam. Em 2021, não houve qualificatório. Em duplas, a pontuação é por jogador. A partir da fase com 16, os competidores recebem pontos adicionais de bônus (os valores da tabela já somam as duas pontuações).

#### Profissional
| Evento            | V    | F    | SF  | QF  | R16 | R32 | R64 | R128 | Q  | Q3 | Q2 | Q1 |
| Simples masculino | 2000 | 1200 | 720 | 360 | 180 | 90  | 45  | 10   | 25 | 16 | 8  | 0  |
| Duplas masculinas | 2000 | 1200 | 720 | 360 | 180 | 90  | 0   | —    | —  | —  | —  | —  |
| Simples feminino  | 2000 | 1300 | 780 | 430 | 240 | 130 | 70  | 10   | 40 | 30 | 20 | 2  |
| Duplas femininas  | 2000 | 1300 | 780 | 430 | 240 | 130 | 10  | —    | —  | —  | —  | —  |

| Evento            | V    | F   | SF  | QF  | R16 | R32 | R64 |
| Simples Masculino | 1000 | 700 | 490 | 300 | 180 | 90  | 30* |
| Simples Feminino  | 1000 | 700 | 490 | 300 | 180 | 90  | 30* |
| Duplas Masculinas | 750  | 525 | 367 | 225 | 135 | 0   | —   |
| Duplas Femininas  | 750  | 525 | 367 | 225 | 135 | 0   | —   |

| Evento               | V   | F   | SF/3º lugar | QF/4º lugar |
| Simples              | 800 | 500 | 375         | 100         |
| Simples tetraplégico | 800 | 500 | 375         | 100         |
| Duplas               | 800 | 500 | 100         | —           |
| Duplas tetraplégicas | 800 | 100 | —           | —           |

### Premiação
A premiação geral diminuiu 10% em relação a 2020. Os títulos de simples tiveram um decréscimo de € 200.000 cada.
O número de participantes passou a ser semelhante em todos os gêneros em 2021 (anteriormente, no qualificatório de simples, eram 128 homens contra 96 mulheres). Os valores para duplas são por par. Diferentemente da pontuação, não há recompensa extra aos vencedores do qualificatório.
Juvenis não são pagos. Outras disputas, como a de cadeirantes, não tiveram os valores detalhados; estão inclusos em "Outros eventos". A premiação de duplas mistas não foi divulgada separadamente.
| Evento        | V           | F         | SF        | QF        | Últimos 16 | Últimos 32 | Últimos 64 | Últimos 128 | Q3       | Q2       | Q1       |
| Contemplados  | 1           | 1         | 2         | 4         | 8          | 16         | 32         | 64          | 16       | 32       | 64       |
| Simples (2)   | € 1.400.000 | € 750.000 | € 375.000 | € 255.000 | € 170.000  | € 113.000  | € 84.000   | € 60.000    | € 25.600 | € 16.000 | € 10.000 |
| Duplas (2)    | € 244.925   | € 144.074 | € 84.749  | € 49.853  | € 29.325   | € 17.250   | € 11.500   | —           | —        | —        | —        |
| Duplas mistas | € 122.000   | € 61.000  | € 31.000  | € 17.500  | € 10.000   | —          | —          | —           | —        | —        | —        |

Total dos eventos acima: € 34.023.218
Outros eventos + per diem (estimado): € 343.998
Total da premiação: € 34.367.216

## Cabeças de chave
Cabeças baseados(as) nos rankings de 24 de maio de 2021. Dados de Ranking e Pontos anteriores são de 31 de maio de 2021.
Por causa da pandemia ainda em vigor, o sistema de pontuação não voltou ao normal.
Em verde, o(s) cabeça(s) de chave campeão(ões). Em vermelho, o(s) vice-campeão(ões).

### Simples

#### Masculino
| Cabeça | Ranking | Jogador               | Pontos anteriores | Pontos RG 2019 | Pontos RG 2020 | Pontos conquistados | Nova pontuação | Eliminado na  | Eliminado por               |
| ------ | ------- | --------------------- | ----------------- | -------------- | -------------- | ------------------- | -------------- | ------------- | --------------------------- |
| 1      | 1       | Novak Djokovic        | 11.313            | 720            | 1.200          | 2.000               | 12.113         | Campeão       | –                           |
| 2      | 2       | Daniil Medvedev       | 9.793             | 10+10          | 10             | 360                 | 10.143         | QF            | Stefanos Tsitsipas [5]      |
| 3      | 3       | Rafael Nadal          | 9.630             | 2.000          | 2.000          | 720                 | 8.630          | SF            | Novak Djokovic [1]          |
| 4      | 4       | Dominic Thiem         | 8.445             | 1.200          | 360            | 10                  | 7.425          | 1ª fase       | Pablo Andújar               |
| 5      | 5       | Stefanos Tsitsipas    | 7.500             | 180+10         | 720            | 1.200               | 7.980          | F             | Novak Djokovic [1]          |
| 6      | 6       | Alexander Zverev      | 6.990             | 360+10         | 180            | 720                 | 7.350          | SF            | Stefanos Tsitsipas [5]      |
| 7      | 7       | Andrey Rublev         | 6.090             | 0              | 360            | 10                  | 5.910          | 1ª fase       | Jan-Lennard Struff          |
| 8      | 8       | Roger Federer         | 5.605             | 720            | 0              | 180                 | 5.065          | 4ª fase, w.o. | Matteo Berrettini [9]       |
| 9      | 9       | Matteo Berrettini     | 3.958             | 45.250         | 90             | 360                 | 4.103          | QF            | Novak Djokovic [1]          |
| 10     | 10      | Diego Schwartzman     | 3.465             | 45             | 720            | 360                 | 3.105          | QF            | Rafael Nadal [3]            |
| 11     | 11      | Roberto Bautista Agut | 3.215             | 90             | 90             | 45                  | 3.170          | 2ª fase       | Henri Laaksonen [Q]         |
| 12     | 12      | Pablo Carreño Busta   | 3.085             | 90             | 360            | 180                 | 2.905          | 4ª fase       | Stefanos Tsitsipas [5]      |
| 13     | 13      | David Goffin          | 2.875             | 90+45          | 10             | 10                  | 2.830          | 1ª fase       | Lorenzo Musetti             |
| 14     | 15      | Gaël Monfils          | 2.713             | 180+10         | 10             | 45                  | 2.568          | 2ª fase       | Mikael Ymer                 |
| 15     | 16      | Casper Ruud           | 2.690             | 90             | 90             | 90                  | 2.690          | 3ª fase       | Alejandro Davidovich Fokina |
| 16     | 17      | Grigor Dimitrov       | 2.521             | 90             | 180            | 10                  | 2.431          | 1ª fase, ab.  | Marcos Giron                |
| 18     | 19      | Jannik Sinner         | 2.500             | (48)†          | 360            | 180                 | 2.320          | 4ª fase       | Rafael Nadal [3]            |
| 19     | 20      | Hubert Hurkacz        | 2.498             | 10             | 10             | 10                  | 2.533          | 1ª fase       | Botic van de Zandschulp [Q} |
| 20     | 21      | Félix Auger-Aliassime | 2.423             | 0+150          | 10             | 10                  | 2.348          | 1ª fase       | Andreas Seppi               |
| 21     | 22      | Alex de Minaur        | 2.350             | 45+45          | 10             | 45                  | 2.328          | 2ª fase       | Marco Cecchinato            |
| 22     | 23      | Cristian Garín        | 2.350             | 45+45          | 90             | 180                 | 2.440          | 4ª fase       | Daniil Medvedev [2]         |
| 23     | 25      | Karen Khachanov       | 2.280             | 360.10         | 180            | 45                  | 2.010          | 2ª fase       | Kei Nishikori               |
| 24     | 26      | Aslan Karatsev        | 2.245             | (18)†          | 16             | 45                  | 2.274          | 2ª fase       | Philipp Kohlschreiber [PR]  |
| 25     | 27      | Daniel Evans          | 2.195             | 10+125         | 10             | 10                  | 2.105          | 1ª fase       | Miomir Kecmanović           |
| 26     | 28      | Lorenzo Sonego        | 2.132             | 10             | 180            | 10                  | 2.042          | 1ª fase       | Lloyd Harris                |
| 27     | 29      | Fabio Fognini         | 1.933             | 180            | 10             | 90                  | 1.843          | 3ª fase       | Federico Delbonis           |
| 28     | 31      | Nikoloz Basilashvili  | 1.785             | 10+10          | 10             | 45                  | 1.820          | 2ª fase       | Carlos Alcaraz [Q]          |
| 29     | 32      | Ugo Humbert           | 1.780             | 10             | 10             | 10                  | 1.780          | 1ª fase       | Ričardas Berankis           |
| 30     | 33      | Taylor Fritz          | 1.760             | 45             | 90             | 45                  | 1.760          | 2ª fase       | Dominik Koepfer             |
| 31     | 34      | John Isner            | 1.730             | 0              | 45             | 90                  | 1.775          | 3ª fase       | Stefanos Tsitsipas [5]      |
| 32     | 35      | Reilly Opelka         | 1.726             | 10             | 10             | 90                  | 1.806          | 3ª fase       | Daniil Medvedev [2]         |

† Não se classificou para o torneio em 2019. A pontuação em parêntesis representa seu desempenho em algum torneio de nível Challenger da época.

##### Desistências
| Ranking | Jogador          | Pontos anteriores | Nova pontuação | Motivo                  |
| ------- | ---------------- | ----------------- | -------------- | ----------------------- |
| 14      | Denis Shapovalov | 2.780             | 2.780          | Lesão no ombro esquerdo |
| 18      | Milos Raonic     | 2.518             | 2.473          | Lesão nas costas        |
| 24      | Stan Wawrinka    | 2.281             | 1.966          | Lesão no pé esquerdo    |
| 30      | Borna Ćorić      | 1.870             | 1.758          | Lesão no ombro direito  |

#### Feminino
| Cabeça | Ranking | Jogadora                 | Pontos anteriores | Pontos RG 2019 | Pontos RG 2020 | Pontos conquistados | Nova pontuação | Eliminada na  | Eliminada por                 |
| ------ | ------- | ------------------------ | ----------------- | -------------- | -------------- | ------------------- | -------------- | ------------- | ----------------------------- |
| 1      | 1       | Ashleigh Barty           | 10.175            | 2.000          | 0              | 70                  | 8.245          | 2ª fase, ab.  | Magda Linette                 |
| 2      | 2       | Naomi Osaka              | 7.461             | 130            | 0              | 70                  | 7.401          | 2ª fase, w.o. | Elena Bogdan                  |
| 3      | 4       | Aryna Sabalenka          | 6.195             | 70             | 130            | 130                 | 6.195          | 3ª fase       | Anastasia Pavlyuchenkova [31] |
| 4      | 5       | Sofia Kenin              | 5.865             | 240            | 1.300          | 240                 | 5.865          | 4ªfase        | Maria Sakkari [17]            |
| 5      | 6       | Elina Svitolina          | 5.835             | 130            | 430            | 130                 | 5.835          | 3ª fase       | Barbora Krejčíková            |
| 6      | 7       | Bianca Andreescu         | 5.325             | 70             | 0              | 10                  | 5.265          | 1ª fase       | Tamara Zidanšek               |
| 7      | 8       | Serena Williams          | 4.821             | 130            | 70             | 240                 | 4.931          | 4ª fase       | Elena Rybakina [21]           |
| 8      | 9       | Iga Świątek              | 4.435             | 240            | 2.000          | 430                 | 4.435          | QF            | Maria Sakkari [17]            |
| 9      | 10      | Karolína Plíšková        | 4.345             | 130            | 70             | 70                  | 4.285          | 2ª fase       | Sloane Stephens               |
| 10     | 11      | Belinda Bencic           | 4.140             | 130            | 00             | 70                  | 4.080          | 2ª fase       | Daria Kasatkina               |
| 11     | 12      | Petra Kvitová            | 4.115             | 0              | 780            | 70                  | 4.115          | 2ª fase, w.o. | Elena Vesnina [PR]            |
| 12     | 13      | Garbiñe Muguruza         | 4.110             | 240            | 130            | 10                  | 4.000          | 1ª fase       | Marta Kostyuk                 |
| 13     | 14      | Jennifer Brady           | 3.830             | 70+110         | 10             | 70+130              | 3.830          | 3ª fase, ab.  | Coco Gauff [24]               |
| 14     | 15      | Elise Mertens            | 3.685             | 130            | 130            | 130                 | 3.685          | 3ª fase       | Maria Sakkari [17]            |
| 15     | 16      | Victoria Azarenka        | 3.526             | 70             | 70             | 240                 | 3.696          | 4ª fase       | Anastasia Pavlyuchenkova [31] |
| 16     | 17      | Kiki Bertens             | 3.220             | 70             | 240            | 10                  | 3.220          | 1ª fase       | Polona Hercog                 |
| 17     | 18      | Maria Sakkari            | 2.830             | 70             | 130            | 780                 | 3.480          | SF            | Barbora Krejčíková            |
| 18     | 19      | Karolína Muchová         | 2.816             | 70             | 10             | 130                 | 2.876          | 3ª fase       | Sloane Stephens               |
| 19     | 20      | Johanna Konta            | 2.756             | 780            | 10             | 10                  | 1.986          | 1ª fase       | Sorana Cîrstea                |
| 20     | 21      | Markéta Vondroušová      | 2.746             | 1.300          | 10             | 240                 | 1.686          | 4ª fase       | Paula Badosa [33]             |
| 21     | 22      | Elena Rybakina           | 2.683             | 40             | 70             | 430                 | 3.043          | QF            | Anastasia Pavlyuchenkova [31] |
| 22     | 23      | Petra Martić             | 2.660             | 430            | 130            | 10                  | 2.360          | 1ª fase       | Camila Giorgi                 |
| 23     | 24      | Madison Keys             | 2.606             | 430            | 10             | 130                 | 2.306          | 3ª fase       | Victoria Azarenka [15]        |
| 24     | 25      | Coco Gauff               | 2.420             | 20             | 70             | 430                 | 2.780          | QF            | Barbora Krejčíková            |
| 25     | 26      | Ons Jabeur               | 2.415             | 10             | 240            | 240                 | 2.415          | 4ª fase       | Coco Gauff [24]               |
| 26     | 27      | Angelique Kerber         | 2.320             | 10             | 10             | 10                  | 2.320          | 1ª fase       | Anhelina Kalinina [Q]         |
| 28     | 29      | Jessica Pegula           | 2.219             | 10             | 10             | 130                 | 2.339          | 3ª fase       | Sofia Kenin [4]               |
| 29     | 30      | Veronika Kudermetova     | 2.160             | 130            | 70             | 70                  | 2.100          | 2ª fase       | Kateřina Siniaková            |
| 30     | 31      | Anett Kontaveit          | 2.145             | 10             | 10             | 130                 | 2.265          | 3ª fase       | Iga Świątek                   |
| 31     | 32      | Anastasia Pavlyuchenkova | 2.070             | 10             | 70             | 1300                | 3.330          | F             | Barbora Krejčíková            |
| 32     | 34      | Ekaterina Alexandrova    | 1.940             | 130            | 130            | 70                  | 1.940          | 2ª fase       | Barbora Krejčíková            |
| 33     | 35      | Paula Badosa             | 1.870             | 2              | 240            | 430                 | 2.060          | QF            | Tamara Zidanšek               |

##### Desistências
| Ranking | Jogadora     | Pontos anteriores | Nova pontuação | Motivo                              |
| ------- | ------------ | ----------------- | -------------- | ----------------------------------- |
| 3       | Simona Halep | 6.520             | 6.330          | Estiramento na panturrilha esquerda |
| 28      | Alison Riske | 2.222             | 2.181          | Não divulgado                       |

### Duplas
| Cabeça | Ranking | Equipe                | Equipe                 |
| ------ | ------- | --------------------- | ---------------------- |
| 1      | 3       | Nikola Mektić         | Mate Pavić             |
| 2      | 7       | Juan Sebastián Cabal  | Robert Farah           |
| 3      | 15      | Rajeev Ram            | Joe Salisbury          |
| 4      | 16      | Marcel Granollers     | Horacio Zeballos       |
| 5      | 19      | Ivan Dodig            | Filip Polášek          |
| 6      | 26      | Pierre-Hugues Herbert | Nicolas Mahut          |
| 7      | 33      | Jamie Murray          | Bruno Soares           |
| 8      | 35      | Łukasz Kubot          | Marcelo Melo           |
| 9      | 39      | Kevin Krawietz        | Horia Tecău            |
| 10     | 40      | John Peers            | Michael Venus          |
| 11     | 40      | Wesley Koolhof        | Jean-Julien Rojer      |
| 12     | 45      | Henri Kontinen        | Édouard Roger-Vasselin |
| 13     | 58      | Jérémy Chardy         | Fabrice Martin         |
| 14     | 62      | Sander Gillé          | Joran Vliegen          |
| 15     | 67      | Raven Klaasen         | Ben McLachlan          |
| 16     | 75      | Marcus Daniell        | Philipp Oswald         |

| Cabeça | Ranking | Equipe                | Equipe             |
| ------ | ------- | --------------------- | ------------------ |
| 1      | 5       | Hsieh Su-wei          | Elise Mertens      |
| 2      | 15      | Barbora Krejčíková    | Kateřina Siniaková |
| 3      | 19      | Nicole Melichar       | Demi Schuurs       |
| 4      | 26      | Shuko Aoyama          | Ena Shibahara      |
| 5      | 32      | Alexa Guarachi        | Desirae Krawczyk   |
| 6      | 42      | Chan Hao-ching        | Latisha Chan       |
| 7      | 45      | Tímea Babos           | Vera Zvonareva     |
| 8      | 55      | Xu Yifan              | Zhang Shuai        |
| 9      | 62      | Sharon Fichman        | Giuliana Olmos     |
| 10     | 68      | Lucie Hradecká        | Laura Siegemund    |
| 11     | 68      | Darija Jurak          | Andreja Klepač     |
| 12     | 73      | Monica Niculescu      | Jeļena Ostapenko   |
| 13     | 73      | Ellen Perez           | Zheng Saisai       |
| 14     | 75      | Bethanie Mattek-Sands | Iga Świątek        |
| 15     | 82      | Ashleigh Barty        | Jennifer Brady     |
| 16     | 87      | Nadiia Kichenok       | Raluca Olaru       |

#### Mistas
| Cabeça | Ranking | Equipe             | Equipe         |
| ------ | ------- | ------------------ | -------------- |
| 1      | 17      | Barbora Krejčíková | Filip Polášek  |
| 2      | 17      | Nicole Melichar    | Rajeev Ram     |
| 3      | 23      | Demi Schuurs       | Wesley Koolhof |
| 4      | 24      | Xu Yifan           | Bruno Soares   |

## Convidados à chave principal
Os jogadores a seguir receberam convite para disputar diretamente a chave principal baseados em seleções internas e recentes desempenhos.

### Simples
| Masculino | Feminino |
| --- | --- |
| - Grégoire Barrère - Benjamin Bonzi - Mathias Bourgue - Arthur Cazaux - Enzo Couacaud - Hugo Gaston - Christopher O'Connell - Arthur Rinderknech | - Océane Babel - Clara Burel - Océane Dodin - Elsa Jacquemot - Chloé Paquet - Diane Parry - Astra Sharma - Harmony Tan |

### Duplas
| Masculinas | Femininas | Mistas                                                                    |
| --- | --- | ------------------------------------------------------------------------- |
| - Dan Added / Jo-Wilfried Tsonga - Grégoire Barrère / Albano Olivetti - Benjamin Bonzi / Antoine Hoang - Mathias Bourgue / Lucas Pouille - Arthur Cazaux / Hugo Gaston - Sadio Doumbia / Fabien Reboul - Quentin Halys / Adrian Mannarino | - Clara Burel / Chloé Paquet - Estelle Cascino / Jessika Ponchet - Salma Djoubri / Océane Dodin - Aubane Droguet / Séléna Janicijevic - Amandine Hesse / Harmony Tan - Elsa Jacquemot / Elixane Lechemia - Diane Parry / Margot Yerolymos | - Alizé Cornet / Édouard Roger-Vasselin - Caroline Garcia / Nicolas Mahut |

## Qualificados à chave principal
O qualificatório aconteceu no Stade Roland Garros entre 24 e 28 de maio de 2021.

### Simples
| Masculino | Feminino |
| --- | --- |
| 1. Carlos Alcaraz 2. Jenson Brooksby 3. Taro Daniel 4. Bjorn Fratangelo 5. Daniel Elahi Galán 6. Alessandro Giannessi 7. Denis Istomin 8. Henri Laaksonen 9. Maximilian Marterer 10. Mackenzie McDonald 11. Oscar Otte 12. Roman Safiullin 13. Carlos Taberner 14. Mario Vilella Martínez 15. Botic van de Zandschulp 16. Bernabé Zapata Miralles | 1. Lara Arruabarrena 2. Hailey Baptiste 3. Irina Bara 4. Ekaterine Gorgodze 5. Anhelina Kalinina 6. Ana Konjuh 7. Aleksandra Krunić 8. Varvara Lepchenko 9. Liang En-shuo 10. Greet Minnen 11. María Camila Osorio Serrano 12. Storm Sanders 13. Anna Karolína Schmiedlová 14. Stefanie Vögele 15. Wang Xiyu 16. Katarina Zavatska |

Lucky losers
| 1. Francisco Cerúndolo 2. Peter Gojowcyzk | 1. Elisabetta Cocciaretto 2. Olga Govortsova |

## Eliminações em simples

### Masculino
| Final                    | Final                       | Final                       | Final                      |
| ------------------------ | --------------------------- | --------------------------- | -------------------------- |
| Stefanos Tsitsipas [5]   |                             |                             |                            |
| Semifinais               |                             |                             |                            |
| Rafael Nadal [3]         | Rafael Nadal [3]            | Alexander Zverev [6]        | Alexander Zverev [6]       |
| Quartas de final         |                             |                             |                            |
| Matteo Berrettini [9]    | Diego Schwartzman [10]      | Alejandro Davidovich Fokina | Daniil Medvedev [2]        |
| Quarta fase              |                             |                             |                            |
| Lorenzo Musetti          | Roger Federer [8]           | Jannik Sinner [18]          | Jan-Lennard Struff         |
| Kei Nishikori            | Federico Delbonis           | Pablo Carreño Busta [12]    | Cristian Garín [22]        |
| Terceira fase            |                             |                             |                            |
| Ričardas Berankis        | Marco Cecchinato            | Kwon Soon-woo               | Dominik Koepfer            |
| Cameron Norrie           | Mikael Ymer                 | Philipp Kohlschreiber (PR)  | Carlos Alcaraz (Q)         |
| Laslo Djere              | Henri Laaksonen (Q)         | Casper Ruud [15]            | Fabio Fognini [27]         |
| John Isner [31]          | Steve Johnson               | Marcos Giron                | Reilly Opelka [32]         |
| Segunda fase             |                             |                             |                            |
| Pablo Cuevas             | James Duckworth             | Alex de Minaur [21]         | Yoshihito Nishioka         |
| Federico Coria           | Andreas Seppi               | Taylor Fritz [30]           | Marin Čilić                |
| Richard Gasquet          | Lloyd Harris                | Gianluca Mager              | Gaël Monfils [14]          |
| Aljaž Bedene             | Aslan Karatsev [24]         | Nikoloz Basilashvili [28]   | Facundo Bagnis             |
| Roman Safiullin (Q)      | Miomir Kecmanović           | Karen Khachanov [23]        | Roberto Bautista Agut [11] |
| Kamil Majchrzak (PR)     | Botic van de Zandschulp (Q) | Márton Fucsovics            | Pablo Andújar              |
| Pedro Martínez           | Filip Krajinović            | Thiago Monteiro             | Enzo Couacaud (WC)         |
| Guido Pella              | Mackenzie McDonald (Q)      | Jaume Munar                 | Tommy Paul                 |
| Primeira fase            |                             |                             |                            |
| Tennys Sandgren          | Lucas Pouille               | Salvatore Caruso            | Ugo Humbert [29]           |
| Stefano Travaglia        | Yasutaka Uchiyama           | Jo-Wilfried Tsonga          | David Goffin [13]          |
| Taro Daniel (Q)          | Feliciano López             | Kevin Anderson              | Félix Auger-Aliassime [20] |
| João Sousa               | Mathias Bourgue (WC)        | Arthur Rinderknech (WC)     | Denis Istomin (Q)          |
| Alexei Popyrin           | Hugo Gaston (WC)            | Bjorn Fratangelo (Q)        | Lorenzo Sonego [26]        |
| Pierre-Hugues Herbert    | Peter Gojowczyk (LL)        | Roberto Carballés Baena     | Albert Ramos Viñolas       |
| Lu Yen-hsun (PR)         | Adrian Mannarino            | Fernando Verdasco           | Jenson Brooksby (Q)        |
| Dušan Lajović            | Bernabé Zapata Miralles (Q) | Benjamin Bonzi (WC)         | Andrey Rublev [7]          |
| Oscar Otte (Q)           | Carlos Taberner (Q)         | Corentin Moutet             | Daniel Evans [25]          |
| Jiří Veselý              | Alessandro Giannessi (Q)    | Yannick Hanfmann            | Mario Vilella Martínez (Q) |
| Benoît Paire             | Arthur Cazaux (WC)          | Mikhail Kukushkin           | Hubert Hurkacz [19]        |
| Grégoire Barrère (WC)    | Gilles Simon                | Radu Albot                  | Dominic Thiem [4]          |
| Jérémy Chardy            | Sebastian Korda             | Maximilian Marterer (Q)     | Sam Querrey                |
| Francisco Cerúndolo (LL) | Frances Tiafoe              | Egor Gerasimov              | Norbert Gombos             |
| Grigor Dimitrov [16]     | Daniel Elahi Galán (Q)      | Emil Ruusuvuori             | Juan Ignacio Londero       |
| Andrej Martin            | Jordan Thompson             | Christopher O'Connell (WC)  | Alexander Bublik           |

### Feminino
| Final                         | Final                           | Final                       | Final                    |
| ----------------------------- | ------------------------------- | --------------------------- | ------------------------ |
| Anastasia Pavlyuchenkova [31] |                                 |                             |                          |
| Semifinais                    |                                 |                             |                          |
| Maria Sakkari [17]            | Maria Sakkari [17]              | Tamara Zidanšek             | Tamara Zidanšek          |
| Quartas de final              |                                 |                             |                          |
| Coco Gauff [24]               | Iga Świątek [8]                 | Elena Rybakina [21]         | Paula Badosa [33]        |
| Quarta fase                   |                                 |                             |                          |
| Ons Jabeur [25]               | Sloane Stephens                 | Sofia Kenin [4]             | Marta Kostyuk            |
| Serena Williams [7]           | Victoria Azarenka [15]          | Sorana Cîrstea              | Markéta Vondroušová [20] |
| Terceira fase                 |                                 |                             |                          |
| Magda Linette                 | Jennifer Brady [13]             | Karolína Muchová [18]       | Elina Svitolina [5]      |
| Jessica Pegula [28]           | Elise Mertens [14]              | Varvara Gracheva            | Anett Kontaveit [30]     |
| Danielle Collins              | Elena Vesnina (PR)              | Madison Keys [23]           | Aryna Sabalenka [3]      |
| Kateřina Siniaková            | Daria Kasatkina                 | Polona Hercog               | Ana Bogdan               |
| Segunda fase                  |                                 |                             |                          |
| Ashleigh Barty [1]            | Astra Sharma (WC)               | Wang Qiang                  | Fiona Ferro              |
| Karolína Plíšková [9]         | Varvara Lepchenko (Q)           | Ekaterina Alexandrova [32]  | Ann Li                   |
| Hailey Baptiste (Q)           | Tereza Martincová               | Jasmine Paolini             | Zarina Diyas             |
| Zheng Saisai                  | Camila Giorgi                   | Kristina Mladenovic         | Rebecca Peterson         |
| Mihaela Buzărnescu (PR)       | Anhelina Kalinina (Q)           | Nao Hibino                  | Petra Kvitová [11]       |
| Clara Tauson                  | Leylah Annie Fernandez          | Ajla Tomljanović            | Aliaksandra Sasnovich    |
| Madison Brengle               | Veronika Kudermetova [29]       | Martina Trevisan            | Belinda Bencic [10]      |
| Caroline Garcia               | Harmony Tan (WC)                | Danka Kovinić               | Naomi Osaka [2]          |
| Primeira fase                 |                                 |                             |                          |
| Bernarda Pera                 | Chloé Paquet (WC)               | Irina Bara (Q)              | Yulia Putintseva         |
| Aleksandra Krunić (Q)         | Hsieh Su-wei                    | Liang En-shuo (Q)           | Anastasija Sevastova     |
| Donna Vekić                   | Carla Suárez Navarro            | Zhang Shuai                 | Andrea Petkovic (PR)     |
| Venus Williams                | Kristýna Plíšková               | Margarita Gasparyan         | Océane Babel (WC)        |
| Jeļena Ostapenko              | Anna Blinkova                   | Ivana Jorović (PR)          | Zhu Lin                  |
| Katarina Zavatska (Q)         | Stefanie Vögele (Q)             | Heather Watson              | Storm Sanders (Q)        |
| Garbiñe Muguruza [12]         | Sara Sorribes Tormo             | Lara Arruabarrena (Q)       | Petra Martić [22]        |
| Viktorija Golubic             | Anna Karolína Schmiedlová (Q)   | Shelby Rogers               | Kaja Juvan               |
| Irina-Camelia Begu            | Arantxa Rus                     | Wang Xiyu (Q)               | Angelique Kerber [26]    |
| Elsa Jacquemot (WC)           | Nina Stojanović                 | Olga Govortsova (LL)        | Greet Minnen (Q)         |
| Svetlana Kuznetsova           | Ekaterine Gorgodze (Q)          | Anastasia Potapova          | Océane Dodin (WC)        |
| Christina McHale              | Kateryna Kozlova (PR)           | Diane Parry (WC)            | Ana Konjuh (Q)           |
| Bianca Andreescu [6]          | María Camila Osorio Serrano (Q) | Marie Bouzková              | Amanda Anisimova         |
| Johanna Konta [19]            | Alison Van Uytvanck             | Misaki Doi                  | Nadia Podoroska          |
| Kiki Bertens [16]             | Laura Siegemund                 | Alizé Cornet                | Kaia Kanepi              |
| Lauren Davis                  | Clara Burel (WC)                | Elisabetta Cocciaretto (LL) | Patricia Maria Țig       |

## Finais

### Profissional
| Categoria | Evento    | Campeã(s)(o/ões)                      | Vice-campeã(s)(o/ões)             | Resultado                | Chave(s)  | Chave(s)       |
| --------- | --------- | ------------------------------------- | --------------------------------- | ------------------------ | --------- | -------------- |
| Simples   | Masculino | Novak Djokovic                        | Stefanos Tsitsipas                | 66–7, 2–6, 6–3, 6–2, 6–4 | principal | qualificatório |
| Simples   | Feminino  | Barbora Krejčíková                    | Anastasia Pavlyuchenkova          | 6–1, 2–6, 6–4            | principal | qualificatório |
| Duplas    | Masculino | Pierre-Hugues Herbert Nicolas Mahut   | Alexander Bublik Andrey Golubev   | 4–6, 7–61, 6–4           | principal | principal      |
| Duplas    | Feminino  | Barbora Krejčíková Kateřina Siniaková | Bethanie Mattek-Sands Iga Świątek | 6–4, 6–2                 | principal | principal      |
| Duplas    | Misto     | Desirae Krawczyk Joe Salisbury        | Elena Vesnina Aslan Karatsev      | 2–6, 6–4, [10–5]         | principal | principal      |

### Juvenil
| Categoria | Evento    | Campeã(s)(o/ões)                        | Vice-campeã(s)(o/ões)                | Resultado | Chave(s)  | Chave(s)       |
| --------- | --------- | --------------------------------------- | ------------------------------------ | --------- | --------- | -------------- |
| Simples   | Masculino | Luca Van Assche                         | Arthur Fills                         | 6–4, 6–2  | principal | qualificatório |
| Simples   | Feminino  | Linda Nosková                           | Erika Andreeva                       | 7–63, 6–3 | principal | qualificatório |
| Duplas    | Masculino | Arthur Fills Giovanni Mpetshi Perricard | Martin Katz German Samofalov         | 7–5, 6–2  | principal | principal      |
| Duplas    | Feminino  | Alexandra Eala Oksana Selekhmeteva      | Maria Bondarenko Amarissa Kiara Tóth | 6–0, 7–5  | principal | principal      |

### Cadeirante
| Categoria | Evento       | Campeã(s)(o/ões)              | Vice-campeã(s)(o/ões)          | Resultado         | Chave     |
| --------- | ------------ | ----------------------------- | ------------------------------ | ----------------- | --------- |
| Simples   | Masculino    | Alfie Hewett                  | Shingo Kunieda                 | 6–3, 6–4          | principal |
| Simples   | Feminino     | Diede de Groot                | Yui Kamiji                     | 6–4, 6–3          | principal |
| Simples   | Tetraplégico | Dylan Alcott                  | Sam Schröder                   | 6–4, 6–2          | principal |
| Duplas    | Masculino    | Alfie Hewett Gordon Reid      | Stéphane Houdet Nicolas Peifer | 6–3, 6–0          | principal |
| Duplas    | Feminino     | Diede de Groot Aniek van Koot | Yui Kamiji Jordanne Whiley     | 6–3, 6–4          | principal |
| Duplas    | Tetraplégico | Andy Lapthorne David Wagner   | Dylan Alcott Sam Schröder      | 7–61, 4–6, [10–7] | principal |